# 巨杉国家森林
红杉国家林地（英語：Sequoia National Forest），也译作巨杉国家林地、美洲杉国家林地，是座位于美国加利福尼亚州內華達山脈南的国家森林。该森林名自林区内大片大片的巨杉，在森林内形成了38处小树林。